# Exorecht
Exorecht beschäftigt sich mit grundlegenden Rechtsfragen, die für den Kontakt mit außerirdischen Lebensformen gelten könnten.
Exorecht als eine eigene Wissenschaftsdisziplin mit Rechtsbezug gibt es nicht. Gedankenmodelle einzelner Juristen und Wissenschaftsjournalisten untersuchen jedoch schon bestehendes Recht daraufhin, ob es normativ auf das Verhältnis zu Extraterrestrischen angewendet werden könnte.

## Bedeutung

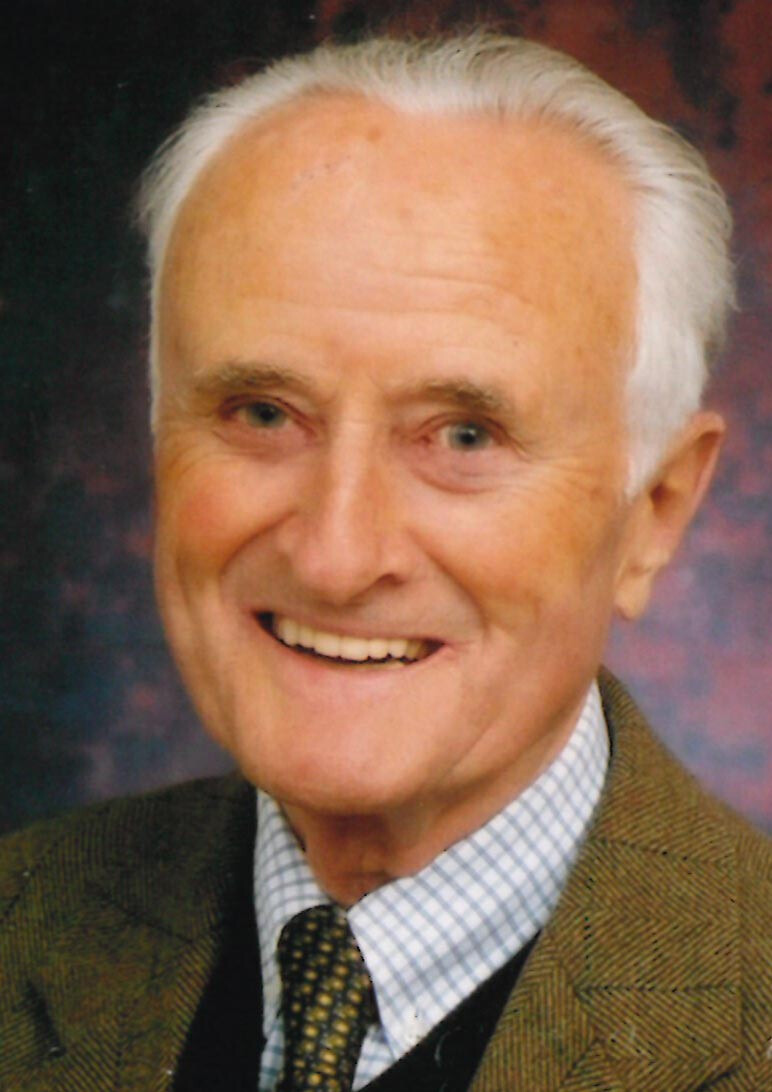
Ernst Fasan (1926–2021)

Seit Beginn des US-amerikanischen Forschungsprojekts Search for Extraterrestrial Intelligence und der ersten bemannten Mondlandung im Jahr 1969 gibt es Überlegungen, den Kontakt mit außerirdischen Lebensformen rechtlich zu regeln. Im englischsprachigen Raum haben die Juristen Andrew G. Haley und Ernst Fasan das sogenannte Metalaw zum Umgang mit Außerirdischen formuliert. In Anlehnung an Bartolomé de Las Casas, der im 16. Jahrhundert einen Codex für die indigenen Völker der neu entdeckten amerikanischen Kontinente formulierte, versucht auch das Metalaw Rechtsprinzipien aufzustellen, die im Umgang mit „Wildfremden“ angemessen sein könnten, beispielsweise
1. Menschen sollen Außerirdischen nicht schaden.
2. Außerirdische und Menschen sind Gleiche.
3. Menschen sollen das Interesse Außerirdischer anerkennen, zu leben und hierzu einen sicheren Raum zu haben.[4]

Insofern können darüber grundlegende Prinzipien der geltenden Rechtsordnung verdeutlicht werden.
Grundlegende Fragen des Zusammenlebens thematisiert auch die Exosoziologie. Sie wurde Ende der 1960er-Jahre von dem russischen Radioastronomen Samuil A. Kaplan begründet und 2018 von Michael Schetsche und Andreas Anton in Deutschland wieder aufgegriffen.
Eine Landung Außerirdischer auf dem Territorium der Bundesrepublik Deutschland hält die Bundesregierung nach aktuellem wissenschaftlichen Kenntnisstand für ausgeschlossen.

## Einzelne Rechtsfragen
In Analogie zum Weltraumrecht und Luftfahrtrecht lassen sich Antworten auf Fragen finden, wie beispielsweise mit havarierten UFOs/UAPs umgegangen werden müsste, aber auch Haftungsfragen im Falle von Kollisionen oder Schäden zu regeln sind. Zwar handelt es sich beim Weltraumrecht um irdisches Völkerrecht. Dieses gilt aber verbindlich auf der Erde und in unserem Sonnensystem. Zwar könnte die Menschheit nicht viel dagegen unternehmen, wenn Extraterrestrische einen Asteroiden ausbeuten oder diesen zu ihrem Stützpunkt erklären. De jure aber könnten die Vereinten Nationen einen begründeten ablehnenden Standpunkt unter Berufung auf irdisches Völkerrecht einnehmen, um einen Ausgleich im Verhandlungsweg zu erzielen.
Sind Extraterrestrische (ET) uns nicht wohlwollend gegenüber eingestellt oder zumindest nicht neutral, sondern kriegerisch und wollen die Erde ausbeuten, so gilt zur Abwehr jedenfalls Kriegsvölkerrecht. Ob die Abwehr eines kriegerischen Angriffs bei unterstellter technischer Überlegenheit besonders aussichtsreich ist, kann offen bleiben. De jure jedenfalls könnten die Vereinten Nationen, hier der Sicherheitsrat und der Generalstabsausschuss, einen Abwehrkrieg legitimieren.